# Can Quel (Riudaura)
Can Quel és una obra de Riudaura (Garrotxa) protegida com a bé cultural d'interès local.

## Descripció
És un conjunt situat a la part mitjana d'un vessant de pendent suau. La façana principal s'orienta cap a l'est, tot i que s'hi accedeix per la façana orientada cap al sud. El mas és de volumetria rectangular, tot i que té uns volums disconformes destinats a porxos, adossats a la façana sud. El mas és amb baixos i planta pis, i té la teulada de pendent moderat amb els vessants vers les façanes laterals i amb ràfecs de poca volada construïts amb boquets i taulers de fusta. En el conjunt no s'identifica cap cabana.
La façana principal tot i no ser simètrica manté un cert ordre. En la composició domina notablement el ple respecte el buit. Els murs són de pedra sense tallar amb les cantoneres de pedra ben escairades. Els colors de l'edificació són els propis de la pedra. Les obertures són de proporcions allargades. A la casa hi ha una llinda amb la data 1780.